# Nalanda
Nalanda (sanskrt: संस्कृतम्, Nālandā) je važan arheološki lokalitet staroindijskog magadskog samostana (mahavihara) u pokrajini Bihar u Indiji. Nalazi se 95 km jugoistočno od središta pokrajine, Patna, u blizini grada Bihar Sharifa.
Nalanda je bila važno vedsko/budističko središte od 5. stoljeća pr. Kr.
do oko 1200. god. Ruševine Nalande se sastoje od stupa, svetišta, vihara (stambene i obrazovne zgrade) i važnih umjetničkih djela u štuku, kamenu i metalu. Nalanda se ističe kao najstarije sveučilišta na Indijskom potkontinentu. Tu se obavljalo organizirani prijenos znanja tijekom neprekinutog razdoblja od 800 godina. Povijesni razvoj Nalande svjedoči o razvoju budizma i procvatu samostanskih i obrazovnih tradicija. Zbog toga je 2016. godine upisana na UNESCO-ov popis mjesta svjetske baštine u Aziji.

## Odlike i povijest
Krajnje formalizirana metoda vedskog učenja potaknulo je osnivanje velikih nastavnih institucija kao što Taksila, Nalanda i Vikramasila koje se često matraju za indijska rana sveučilišta. Vrata ovih sveučilišta bila su otvorena svima bez obzira na dob, spol, vjeroispovijest ili klasnu pripadnost. Jedino što je bilo potrebno bilo je poznavanje sanskrta i prolazak na usmenom prijemnom ispitu.
Nalanda je procvjetala pod pokroviteljstvom Gupta carstva u 5. i 6. stoljeću, a kasnije pod Haršeom, carem Kannauja. Liberalne kulturne tradicije koje su naslijedili od Gupta rezultiralo je razdobljem rasta i prosperiteta sve do devetog stoljeća. Sljedeća stoljeća su bila vrijeme postupnog pada, razdoblje tijekom kojega tantrički razvoj budizma postao najizraženiji u istočnoj Indiji pod Pala Carstva. 
Nalanda, ili u prijevodu “Mjesto koje daruje lotos”, je tijekom 1700 godina primala i učitelje i učenike iz udaljenih krajeva poput Tibeta, Kine, Koreje, Japana, Sumatre i Središnje Azije, pa čak i Europe, a na vrhuncu razvoja imala je 10.000 učenika i 1500 učitelja. Primjerice, kineski dvorski učenjak Hiuen Tsang je na zahtjev cara T’ai Tsunga u Nalandi proveo pet godina istražujući budizam i brahmanizam, a pri povratku u Kinu sa sobom je ponio stotinjak sanskrtskih djela koja je do kraja života prevodio na kineski jezik. Arheološki dokazi također dokazuju kontakt sa Šailendra dinastijom iz Indonezije, čiji su kraljevi sagradili samostan u kompleksu.
Velik dio našeg znanja o Nalandi dolazi iz spisa hodočasničkih redovnika iz istočne Azije, kao što su Xuanzang i Yijing koji su putovali u Mahaviharu u 7. stoljeću. Vincent Smith je zapisao kako će "detaljna povijest Nalande biti povijest mahajana budizma". Mnogi od imena koje je Xuanzang zabilježio u svom putopisu kao učenike Nalande su imena onih koji su razvili filozofiju mahajane. Naime, svi učenici u Nalandi su studirali mahajana budizam, ali i tekstove osamnaest (hinajana) sekti budizm. Njihov plan i program je također uključivao i druge predmete, kao što su vede, jogu, logiku, sanskrtsku, gramatiku, medicinu i samkja filozofiju.
Nalandu je vrlo vjerojatno opljačkala i uništila vojska muslimanske mamelučke dinastije pod vodstvom generala Bahtijara Kildžija oko 1200. god. Iako neki izvori navode da je Mahavihara nastavila s radom na improvizirani način još neko vrijeme, s vremenom je napuštena i zaboravljena sve do 19. stoljeća kada je lokalitet ispitan preliminarnim iskopavanjima koje je proveo Arheološki institut Indije. Sustavna iskopavanja su započela 1915. godine kada je iskopano jedanaest samostana i šest hramova od opeke uredno posloženih na području od 12 hektara. Nizu malih skulptura, novca, pečata i natpisa otkriveni su u ruševinama; od kojih su mnogi izloženi u Nalanda Arheološkom muzeju smještenom u blizini. Nalanda je danas značajno turističko odredište, kao dio budističkog turizma.

## Znamenitosti
- Iskopane prostorije samostana Mahavihara
- Štuko ukrasi na portalu tornja
- Samostan br. 4. s ućiteljskom katedrom
- Samostan br. 12.
- Bakreni Buda Šakjamuni iz ranog 8. st.